# Irene Parlby
Irene Parlby  (9 janvier 1868 - 12 juillet 1965) est une femme politique au niveau provincial et une militante féministe de l'Alberta, au Canada. 

## Carrière politique

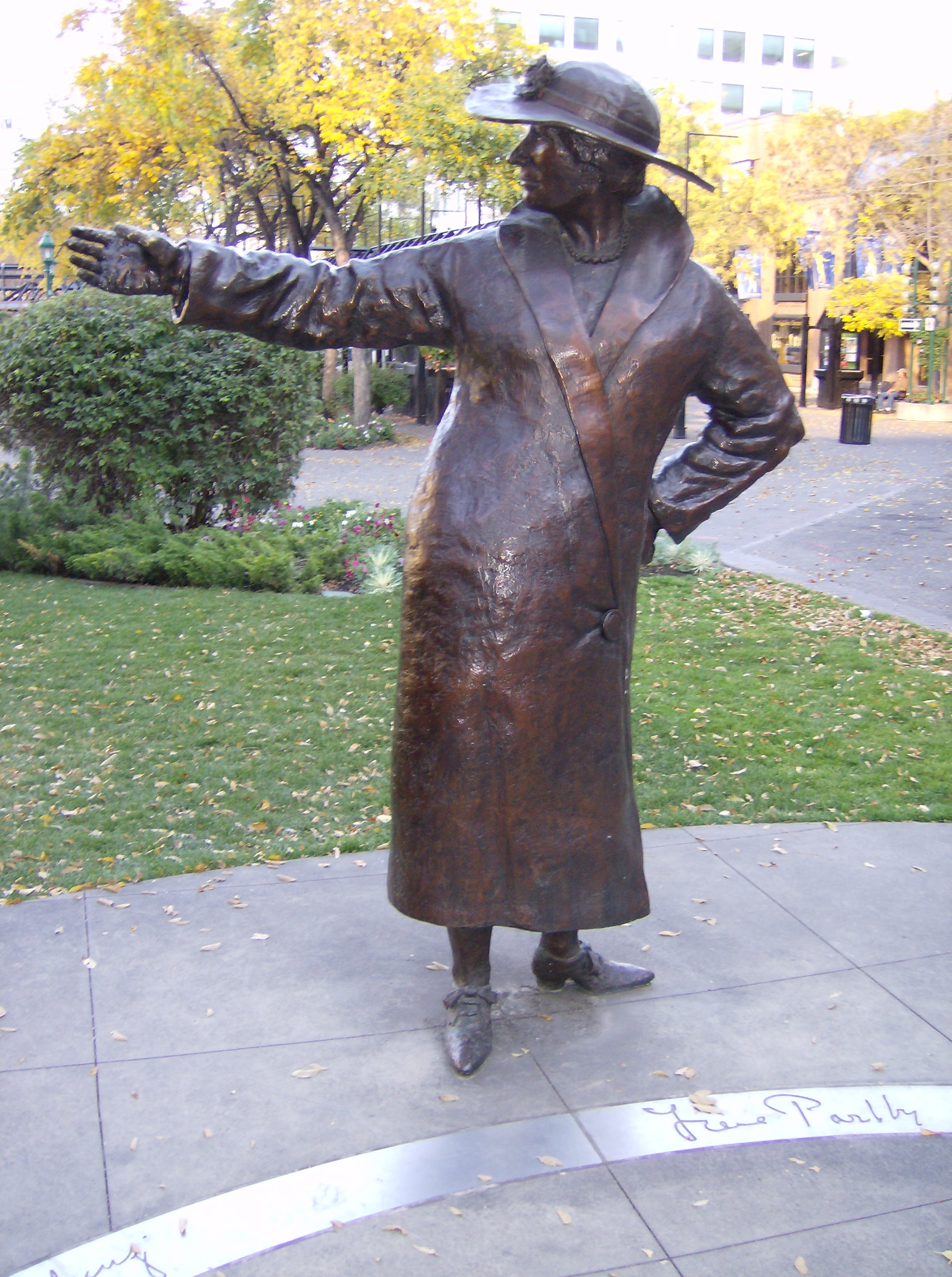
Statue à Calgary, en Alberta.

Avec Louise McKinney, Henrietta Muir Edwards, Emily Murphy et Nellie McClung, Irene Parlby fait partie des Célèbres cinq.
Irene Parlby devient la première femme membre d'un conseil des ministres au Canada.